# Jakobus Pfättisch
Jakobus Pfättisch OSB (* 31. Oktober 1883 in Ingolstadt als Karl Borromäus Andreas Pfättisch; † 15. Dezember 1960 in Regensburg) war Abt des Klosters Plankstetten.

## Leben
Pfättisch ist der Sohn eines Schlossermeisters in Ingolstadt und hatte drei Schwestern und drei Brüder. Zwei Brüder waren die Ordensleute Joannes Maria Pfättisch OSB (1877–1922) und Petrus Canisius Pfättisch OSB (1886–1948). Er besuchte die Gymnasien in Ingolstadt und Metten. Anschließend trat er in das Kloster Scheyern ein. Am 3. September 1903 legte er die Profess ab. Nach dem Studium der Theologie in München wurde er am 16. Juni 1907 in St. Bonifaz in München zum Priester geweiht. Zwischen 1908 und 1911 übernahm er die Seelsorge in Plankstetten, wo das Kloster Scheyern ein Priorat wiederbegründete. 1916 wurde er Pfarrer der Klosterpfarrei.
Die vier wahlberechtigten Mönche der Plankstettener Abtei wählten ihn am 7. August 1927 einstimmig zum 51. Abt und zweiten Abt nach der Wiedergründung. Nach der Bestätigung am 3. September 1927 aus Rom wurde er von Bischof Johannes Leo von Mergel am 18. September 1927 benediziert. Er übernahm auch die Leitung der Landwirtschaftsschule. 1924 gab er die Betreuung der Wallfahrt auf den Habsberg wegen Personalmangel auf.
Da er mit dem Nationalsozialismus nicht zusammenarbeitete, wurde er am 24. Februar 1938 von der GeStaPo verhaftet und erst nach mehreren Wochen wieder freigelassen.
Nach dem Tod von Abtpräses Placidus Glogger 1941 stand er der Bayerischen Benediktinerkongregation bis zum ersten Generalkapitel nach dem Krieg als 1. Visitator vor. Bei der Vorbereitung zum Generalkapitel 1946 erlitt er einen Nervenzusammenbruch, von dem er sich nicht mehr erholte. Am 14. Mai 1958 resignierte er von seinem Amt. 1960 starb er im Krankenhaus der Barmherzige Brüder in Regensburg und wurde in der von ihm erbauten Klostergruft in Plankstetten beigesetzt.